# يزيد بن عبد الله بن الهاد
أبو عبد الله يزيد بن عبد الله ابن أسامة بن الهاد الليثي المدني. محدث من صغار التابعين وإمام ثقة مكثر من أئمة الحديث الثقات. عاش في المدينة، توفي في الإسكندرية سنة تسع وثلاثين ومائة.

## روايته للحديث النبوي
- حدث عن: عمير مولى آبي اللحم، وله صحبة، وثعلبة بن أبي مالك القرضي وله رؤية، ومحمد بن كعب القرظي، وعمارة بن خزيمة بن ثابت، ومحمد بن إبراهيم التيمي، وأبي مرة مولى أم هانئ، ومعاذ بن رفاعة بن رافع، ونافع العمري، ومحمد بن المنكدر، وابن شهاب الزهري، وعمرو بن شعيب، ومحمد بن عمرو بن عطاء، وسهيل بن أبي صالح، وأبي إسحاق السبيعي، وخلق.
- وعنه: يحيى بن سعيد الأنصاري، وهو من شيوخه، ومالك بن أنس، والليث بن سعد، ونافع بن يزيد، وعبد العزيز بن أبي حازم، وعبد العزيز الدراوردي، وموسى بن سرجس، وعمرو بن مالك الشرعبي، وحيوة بن شريح، وبكر بن مضر، وسفيان بن عيينة، وأبو ضمرة أنس بن عياض، وآخرون.

## ثناء العلماء عليه
- قال أبو بكر البيهقي: ممن أجمع الحفاظ على توثيقه.
- وقال أبو حاتم الرازي: هو في نفسه ثقة.
- وقال أبو حاتم بن حبان البستي: ذكره في الثقات.
- وقال أحمد بن حنبل: لا أعلم به بأسا.
- وقال أحمد بن شعيب النسائي: ثقة.
- وقال أحمد بن صالح الجيلي: ثقة.
- وقال ابن حجر العسقلاني: ثقة.
- وقال الذهبي: ثقة مكثر.
- وقال محمد بن سعد كاتب الواقدي: ثقة كثير الحديث.
- وقال يحيى بن معين: ثقة.
- وقال يعقوب بن سفيان الفسوي: ثقة حسن الحديث يروى عن الصغار والكبار.[3]